# Sportivnaja (metrostation Samara)
Sportivnaja (Russisch: Спортивная) is een station van de metro van Samara. Het station werd geopend op 25 maart 1993 en was tot de opening van Gagarinskaja, negen maanden later, het westelijke eindpunt van de enige metrolijn in de stad. Het metrostation bevindt zich onder de Gagarinskaja Oelitsa (Gagarinstraat), ten oosten van het stadscentrum. Zijn naam ("Sport") dankt station Sportivnaja aan een nooit gebouwd voetbalstadion dat naast het station gepland was. De bouw van het station begon reeds in 1988 en werd bijzonder bemoeilijkt door het hoge grondwaterpeil. Vervolgens zorgden financiële tekorten als gevolg van het uiteenvallen van de Sovjet-Unie voor grote vertraging.
Het station is ondiep gelegen en beschikt over een perronhal met zuilengalerijen. De inrichting van Sportivnaja is in overeenstemming met de naam van het station opgedragen aan de sport. Zo beelden mozaïeken op de met wit marmer beklede wanden langs de sporen diverse sporten uit. Het eilandperron is aan de oostzijde door middel van een brede trap verbonden met de ondergrondse stationshal. De uitgangen leiden naar de Gagarinskaja Oelitsa. Een geplande westelijke uitgang werd nooit afgebouwd.